# Экзамен (фильм, 2009)
«Экзамен» (англ. Exam) — британский психологический триллер, написанный Саймон Гэррити и Стюартом Хейзелдином, срежиссированный Стюартом Хейзелдином, в котором снялись Колин Сэлмон, Джими Мистри, Люк Мабли и Джемма Чан.

## Сюжет
Восемь претендентов пытаются получить работу своей мечты, но вакансия всего одна. На пути к заветной должности они уже преодолели массу испытаний, но им осталось пройти последний экзамен. Он проводится в изолированной комнате под присмотром камер и молчаливого вооружённого охранника. Каждый претендент сидит за отдельным столом, на котором лежат лишь карандаш и лист бумаги с надписью «Кандидат» и порядковым номером. Суровый «Наблюдатель» оглашает задание: чтобы получить «работу мечты», нужно за отведённые 80 минут ответить «на один единственный вопрос». В течение этого времени в комнате не действуют никакие законы и правила, кроме тех, что устанавливает компания. Правила гласят, что для дисквалификации нужно обратиться к охраннику или Наблюдателю, испортить лист или покинуть комнату. После фразы «Вопросы есть?» Наблюдатель выходит из комнаты, время пошло. Кандидаты переворачивают листы и с удивлением обнаруживают, что обратная сторона пуста. Присутствующая азиатка начинает писать на листе «Я считаю, что заслуживаю…», после чего охранник уводит её из комнаты, так как она испортила лист.
Кандидаты обнаруживают, что могут говорить друг с другом и придумывают называть друг друга кличками на основе внешности: «Белый», «Чёрный», «Смуглый», «Брюнетка», «Блондинка», «Шатенка» и «Глухой» (так как он не реагирует на разговоры). Кандидаты пытаются понять, в чём же заключался вопрос, пробуя читать в ультрафиолете и инфракрасном излучении; пытаются намочить бумагу слюной, чтобы выявить спрятанные символы, однако это не даёт плодов. Глухой не участвует в происходящем, повторяя «Нужно лишь ясно видеть» и иногда плачет.
Белый хитростью заставляет Брюнетку нарушить правила и её выводят. Шатенка рассказывает, что корпорация разрабатывает лекарство от поразившей в последнее время человечество страшной смертельной болезни. Белый склоняет Глухого испортить свой лист, после чего его также выводят из комнаты. Чёрный бьёт Белого в лицо, тот теряет сознание, после чего его привязывают к стулу. Через некоторое время Белый приходит в себя и просит дать ему таблетку: он инфицирован болезнью, от которой корпорация ищет лекарство, без неё у него скоро будет приступ, судороги, а затем наступит смерть; затем он снова теряет сознание. Кандидаты решают подождать судорог, чтобы точно убедиться в правдивости его слов.
Смуглый безуспешно старается выведать у Шатенки информацию, однако потом сдаётся. В тот же момент у Белого начинаются судороги. Пытаясь помочь ему, кандидаты роняют таблетку в закрытое решёткой отверстие для слива воды в полу. В отчаянии Шатенка поворачивается к камере и кричит, что умирающему требуется помощь, чем нарушает условия, и охранник выводит её. Несмотря на панику, Блондинка, вытащив из волос заколку, достаёт таблетку из-под решётки ею, как пинцетом. Белый спасён.
Очнувшийся Белый завладевает пистолетом и пытается заставить остальных покинуть комнату. Смуглый выходит, Блондинка встаёт и в дверях активирует голосовую команду «Выключить свет!», в темноте Чёрный нападает на Белого, тот стреляет в Чёрного; он падает на пол. Белый замечает, что Блондинка всё ещё стоит за углом, в соседнем помещении, но носок её туфли находится внутри. Табло на стене показывает четыре нуля. Белый ждёт реакции Наблюдателя, но её нет. Обращаясь к наблюдателю, он кричит, что прошёл испытание, после чего Охранник подходит к Белому и показывает на наручные часы. Оказывается, время ещё не вышло — Глухой, до того, как покинул комнату, нажал на табло кнопку, запустив тем самым ускоренный режим отсчёта времени, так что время ещё не вышло. Белый тоже нарушил условия, и охранник выводит его из комнаты мимо Блондинки.
Блондинка возвращается в комнату, с помощью очков, обронённых Глухим, находит на листе надпись «Вопрос 1». Девушка вспоминает, что перед тем, как уйти, Наблюдатель спросил: «Вопросы есть?» В помещение заходит Глухой, который на самом деле оказывается учёным и главой фирмы. Она отвечает на вопрос экзамена, говоря: «Нет, вопросов нет». Однако Блондинка не спешит соглашаться на работу в корпорации, подвергшей жизни кандидатов опасности, поместив с ними охранника с заряженным оружием. Наблюдатель обращает внимание Блондинки на то, что Чёрный на самом деле жив: пистолет был заряжен не пулей, а капсулой с лекарством. Наблюдатель говорит, что производство такого лекарства сопряжено с большой ответственностью, вынуждает принимать непростые и продуманные решения. Именно такого работника должен был выявить тест. Блондинка пожимает Глухому руку и принимает его предложение.

## В ролях
- Адар Бек — «Шатенка» (вариант перевода «Тёмная»)
- Джемма Чан — азиатка, покидающая комнату до распределения имён
- Натали Кокс — «Блондинка»
- Джон Ллойд Филлингэм — «Глухой»
- Чукуди Ивуджи — «Чёрный»
- Поллианна Макинтош — «Брюнетка»
- Люк Мабли — «Белый»
- Джими Мистри — «Смуглый» (вариант перевода «Коричневый»)
- Колин Сэлмон — Наблюдатель
- Крис Кэри — охранник

## Награды и номинации
- 2010 — Премия BAFTA[4]
  - Номинация в категории «за лучший дебют британского сценариста, режиссёра или продюсера» (Стюарт Хейзелдин за режиссёрскую работу и сценарий).